# Nenad Zimonjić
Nenad Zimonjić, srp. Ненад Зимоњић (4. lipnja 1976.), je profesionalni tenisač iz Srbije.
Najviše nastupa ima u konkurenciji parova. Najbolji rezultat u pojedinačnoj konkurenciji mu je onaj iz 1999. godine na Wimbledonu kada je došao do trećeg kola.
Član je Davis Cup reprezentacije Srbije, za koju je bio i izbornik.
Trenutno je iznad 500. mjesta na ATP listi u pojedinačnoj konkurenciji, a 1. u konkurenciji parova. 
Najveći rezultati karijere su mu osvajanje tri Grand Slam turnira. Trenutno nastupa u paru s Kanađaninom Danijelom Nestorom.

## Osvojeni turniri (20)
1. 1999.: Dalray Beach, SAD
2. 2000.: Beč, Austrija
3. 2000: Dalray Beach, SAD
4. 2001.: Lyon, Francuska
5. 2002.: Memphis, SAD
6. 2003.: Rusija
7. 2003: Dalray Beach, SAD
8. 2004.: Monte Carlo, Monako
9. 2005.: ATP Masters, Monte Carlo, Monako
10. 2005: Barcelona
11. 2006.: Sydney
12. 2006: Halle, Njemačka
13. 2006: Moskva, Rusija
14. 2007.: Doha, Katar
15. 2007: Dubai, UAE
16. 2007: Rim, Italija
17. 2007: New Heaven, SAD
18. 2008. Wimbledon (s Danijelom Nestorom)
19. 2009. Wimbledon (s Danijelom Nestorom)

- u mješovitim parovima

1. 2004: Australian Open (s Elenom Bovinom)
2. 2006: Roland Garros (s Katarinom Srebotnik)
3. 2008. Australian Open (s Tiantian Sun)
4. 2014. Wimbledon (s Samanthom Stosur)

## Vanjske poveznice
- ATP profil[neaktivna poveznica]
- Davis Cup profil